# Xylaria zealandica
Xylaria zealandica är en svampart som beskrevs av Cooke 1879. Xylaria zealandica ingår i släktet Xylaria och familjen kolkärnsvampar.   Inga underarter finns listade i Catalogue of Life.